# 25-й укреплённый район
25-й укреплённый район — формирование (воинская часть) войск укреплённых районов РККА, Вооружённых Сил СССР в Великой Отечественной войне.
Сокращённое наименование — 25 ур.
Псковкий укреплённый район — сооружение (укреплённый район) в системе оборонительной линии Союза.
Сокращённое наименование — Псковский укрепрайон, Псковский УР, ПсУР.

## История

### Сооружения
Псковский укреплённый район, как фортификационное сооружение, построен в период с 1928 года по 1938 год, должен был состоять из 147 долговременных оборонительных точек (ДОТ), включал в свой состав с октября 1940 года и Островский укреплённый район. Занимал полосу обороны протяжённостью 85 километров к югу от Псковского озера (вместе с Островским УР), глубиной обороны два — 6 километра. В начальный период строительства ПсУР строился на средств и силами гражданской власти Пскова и области, личным составом расквартированой в Пскове и его окрестностях 56-й стрелковой дивизии (56 сд) — УРовская дивизия.
На 1933 год при строительстве Псковского УР сложилась следующая ситуация: первые три литерных ДОТ (огневая точка — ОТ) были построены в 1930 году, 26 ОТ построены в 1931 году и 21 ДФС построен в 1932 году, для приведения в боеготовность Псковского укрепрайона необходимо 4 176 500 рублей.
Оперативное назначение укрепрайона:
«Псковский УР перехватывает все подступы к Пскову на левом берегу р. Великая со стороны Валкского направления и обеспечивает броды через р. Великая у Выдра, Пятоново и Туховикский мост».
Состоял из пяти батальонных районов обороны (БРО):
- Логозовический;
- Нееловский;
- Алабошевский;
- Снегиревский;
- предмостный Туховикский.

С 1938 года юго-западнее Псковского укрепрайона начинается строительство нового узла обороны — Беневского и в этом же году для перекрытия шоссе и железной дороги из Латвии начинается строительство Островского укрепрайона. Всего в Островском укрепрайоне было запроектировано 10 узлов обороны, семь — в первой линии, три — во второй. Беневский узел обороны был передан в состав Островского укреплённого района.
С 1940 года строительство районов было законсервировано.
На начало войны в Псковском укрепрайоне было 50 боеготовых ДОТов, в Островском — 70 законсервированных и не имеющих вооружения. Состояние УР оценивалось как следующее:
«Псковский и Островский УР не могут в настоящее время считаться боеспособными. Из-за неправильно спроектированного и построенного внутреннего оборудования большинства ДОТ они не могут быть заняты войсками.... до половины всех сооружений на 20-40 см заполнены водой, появившейся из-за неправильной оценки глубины грунтовых вод. В то же время водопровод не работает...Электрооборудование укрепрайона отсутствует... вентиляции нет и установить её не представляется возможным...центры снабжения УР не построены... продовольственные склады отсутствуют... Из-за неграмотного планирования Ур их огневые сооружения не могут вести огонь на дальность более 50-100 м из-за рельефа местности....ДОС №3 установлен на склоне оврага и не может быть замаскирован из-за постоянных оползней, а имеющийся в нём орудийный полукапонир бесполезен, т.к. располагается ниже уровня окружающей местности...Амбразуры ДОТ рассчитаны на применение пулеметов «Максим» но оборудованы станками неизвестной конструкции, предназначенными скорее всего для пулеметов «Гочкисс» давно снятого с вооружения. Орудийные полукапониры не оборудованы броневыми заслонками.... артиллерийское вооружение УР состоит из 6 устаревших полевых орудий 1877 года, к которым нет снарядов»

### Формирование
Сформирован в Ленинградском военном округе (ЛВО). В 1939 году в составе района развёрнут 82-й отдельный пулемётный батальон (судя по Перечню № 33 в боях в составе района не участвовал).
На 28 марта 1940 года в составе района были 82-й отдельный пулемётный батальон и два отдельных взвода капонирной артиллерии и плюс в Островском районе 83-й отдельный пулемётный батальон и 57-й отдельный артиллерийский дивизион.
В действующей армии с 22 июня по 16 июля 1941 года.

## Боевые действия
Бои в полосе района развернулись с 22 июня по 16 июля (по другим данным сначала июля) 1941 года, укрепления Псковского укреплённого  района были быстро прорваны. Можно предположить, что штаб 25 ур сохранился, поскольку 16 июля 1941 года 25-й укреплённый район был направлен на сформирование в Новгородский укреплённый район. Так, например, начальник штаба 25 ур капитан В. А. Низковский пропал без вести только в августе 1941 года в Новгородском укреплённом районе.

## Полное наименование
25-й укреплённый район

## Состав
- управление (штаб)
- отдельный пулемётно-артиллерийский батальон 25-го, 22-го укреплённых районов (в составе действующей армии с 11 июля 1941 года по 19 августа 1941 года, переименован в 154-й отдельный пулемётно-артиллерийский батальон)
- 153-й отдельный пулемётный батальон
- 83-й отдельный пулемётный батальон (?)
- 57-й отдельный артиллерийский дивизион
- 61-й отдельный пулемётно-артиллерийский батальон
- 152-й отдельный пулемётно-артиллерийский батальон
- 153-й отдельный пулемётно-артиллерийский батальон

## В составе
| Дата            | Фронт (округ)               | Армия | Корпус (группа) | Примечания                                  |
| --------------- | --------------------------- | ----- | --------------- | ------------------------------------------- |
| 22.06.1941 года | Ленинградский военный округ | —     | —               | (с 24 июня 1941 года Северо-Западный фронт) |
| 01.07.1941 года | Северо-Западный фронт       | —     | —               | —                                           |
| 10.07.1941 года | Северо-Западный фронт       | —     | —               | —                                           |

## Комендант района
- майор Василий Михайлович Корунков

## Память
- Проект «Забытые крепости XX века».